# Huajuapan de León (kommun)
Heroica Ciudad de Huajuapan de León är en kommun i Mexiko.   Den ligger i delstaten Oaxaca, i den sydöstra delen av landet, 230 km sydost om huvudstaden Mexico City.
Följande samhällen finns i Heroica Ciudad de Huajuapan de León:
- Huajuapan de León
- Vista Hermosa
- Santiago Chilixtlahuaca
- La Junta
- Colonia Buena Vista
- Los Naranjos Fraccionamiento
- La Estancia
- Santa Rosa Segunda Sección
- Agua Dulce
- Las Palmas
- Colonia San Mateo
- Rancho Solano
- Magdalena Tetaltepec
- Colonia Heroes de la Independencia
- San Diego
- FIDEPAL
- Rancho Jesús
- Santa Teresa
- Yuxichi
- San Miguel Papalutla
- Salto del Agua
- El Zapote
- Reforma Agraria
- Hacienda del Carmen